# Канавский сельский совет
Канавский сельский совет (укр. Канавська сільська рада) — входит в состав
Кобелякского района
Полтавской области
Украины.
Административный центр сельского совета находится в 
с. Канавы.

## Населённые пункты совета
- с. Канавы
- с. Водолаговка